# Inoclapis peruviensis
Inoclapis peruviensis är en insektsart som beskrevs av Nielson 1979. Inoclapis peruviensis ingår i släktet Inoclapis och familjen dvärgstritar. Inga underarter finns listade i Catalogue of Life.